# Bergteknik
Bergteknik innefattar olika tekniker att bryta berg och mineraler, transportera detta vid bland annat anläggning av tunnlar, bergrum, lagring (tex kärnavfall) i gruvor och stenbrott. Även förädling av bergarter ingår i ämnet. Vid detta används bergsprängning, bergborrning, berglastning och transport. Bergteknik kan innefatta analys av ett pågående arbete på eller under berget via seismika data eller aktiv övervakning från en övervakningscentral.